# Lliga dels Pirineus d'handbol femenina 2000-2004
Edicions de la Lliga dels Pirineus d'handbol femenina dels anys 2000 al 2004.

## I Lliga dels Pirineus femenina 2000
- Seu: El Vendrell
- Final: Associació Lleidatana - HB Cercle Nîmes 21 - 24

## II Lliga dels Pirineus femenina 2001
- Seu: Nimes
- Final: HB Cercle Nîmes - BM Montcada 15 - 18

## III Lliga dels Pirineus femenina 2002
- Seu: Sabadell
- Final: HB Arrahona de Sabadell - HB Cercle Nîmes 15 - 21

## IV Lliga dels Pirineus femenina 2003
- Seu: Mende
- Final: HB Cercle Nîmes - Associació Lleidatana 21 - 15